# Another Place, Another Time
Another Place, Another Time è l’ottavo album in studio del pianista e cantante statunitense Jerry Lee Lewis.
L’album, di genere country, è fondamentale nella carriera dell’artista poiché è il primo ad aver riscosso successo commerciale e di critica dopo un decennio di insuccessi.
Jerry Lee con questo album ritrova il successo di cui aveva goduto nei tempi in cui suonava rock and roll, terminati a seguito dello scandalo che generò il matrimonio tra lui e la sua cugina Myra Gale Lewis Williams del 1957 (all’epoca dei fatti tredicenne, mentre lui ventiduenne).

## Tracce
1. What's Made Milwaukee Famous (Has Made a Loser Out of Me) -(Glenn Sutton)
2. Play Me a Song I Can Cry To - (Jerry Chesnut)
3. On the Back Row - (Chestnut/Norris Wilson)
4. Walking the Floor Over You) - (Ernest Tubb)
5. All Night Long - (Don Chapel)
6. I'm a Lonesome Fugitive - (Casey Anderson/Lynn Anderson)
7. Another Place, Another Time - (Chestnut)
8. Break My Mind - (John D. Loudermilk)
9. Before the Next Teardrop Falls) - (Venna Keith/Ben Peters)
10. All the Good Is Gone - (Dottie Bruce/Norris)
11. We Live in Two Different Worlds - (Fred Rose)

## Accoglienza
L’album è stato accolto in maniera positiva da parte della critica specializzata, che ha lodato lo stile di Lewis al pianoforte e  l’orecchiabilità delle canzoni.
Anche le prestazioni commerciali sono state molto positive, l’album è infatti entrato nella Billboard 200 (raggiungendo il 160 posto) ed è inoltre arrivato terzo nella classifiche country Billboard. Anche i due singoli estrapolati dall’album, l’anonimo “Another Place, Another Time” e “What's Made Milwaukee Famous (Has Made a Loser Out of Me)”, hanno venduto molto bene: il primo è arrivato in seconda posizione nelle classifiche country nazionali, il secondo singolo è giunto invece alla quarta posizione.